# Agent z przypadku
Agent z przypadku (tytuł oryg. Dak miu mai shing) – komediowy film akcji nagrany w Hongkongu, premiera miała miejsce dnia 18 stycznia 2001 roku.
Zdjęcia kręcono w Hongkongu, Korei Południowej i Turcji.

## Fabuła
W filmie wykorzystano motyw sztuk walki. W Agent z przypadku Jackie Chan, mistrz wschodnich sztuk walki wciela się w sprzedawcę sprzętu sportowego. Odkrywa swoją prawdziwą tożsamość. Jadąc na spotkanie z ojcem, którego nigdy nie znał. W ciągu jednego dnia zwyczajny mężczyzna staje się agentem.

## Obsada
Źródło: Filmweb

- Jackie Chan – Buck Yuen
- Vivian Hsu – Yong
- Wu Hsing-kuo – Pan Zen
- Eric Tsang – Many Liu
- Scott Adkins
- Brad Allan – ochroniarz Lee
- Cheung Tat-ming – Tsui
- Glory Simon – Reporter stacji TCN
- Anthony Rene Jones – Philip Ashley
- Alfred Cheung – Cheung

## Odbiór
Film zarobił 30 000 000 dolarów hongkońskich w Hongkongu, 2 100 000 dolarów singapurskich w Singapurze oraz 263 048 dolarów amerykańskich w Rosji.
W 2002 roku podczas 21. edycji Hong Kong Film Awards Wei Tung zdobył nagrodę Hong Kong Film Award w kategorii Best Action Choreography, Kwong Chi-leung zdobył nagrodę w kategorii Best Film Editing. Kinson Tsang był nominowany w kategorii Best Sound Design, film był nominowany w kategorii Best Visual Effects.